# Индонезийская кухня
Индонези́йская ку́хня (индон. Masakan Indonesia) — совокупность кулинарных традиций народов, населяющих Индонезию. Отличается большим разнообразием: в её рамках традиционно выделяется несколько основных региональных кухонь, существенно различающихся между собой. При этом некоторые блюда, изначально присущие исключительно определённым народам или местностям, со временем приобретают общенациональную популярность.
В различные периоды своего развития испытывала существенное влияние кухонь других стран и регионов мира, прежде всего китайской, индийской, арабской и европейской. Имеет некоторое распространение за пределами Индонезии, главным образом в странах, где проживают крупные общины индонезийских иммигрантов и их потомков, в частности, в соседних Малайзии и Сингапуре, а также в Нидерландах — бывшей метрополии Индонезии.
Для большинства регионов характерно значительное преобладание продуктов растительного происхождения над продуктами животного происхождения. Главным среди первых является рис, активно используются соя, кукуруза, кассава, саго, батат, различные овощи и фрукты. Среди вторых в целом по стране наиболее популярны курятина, рыба, морепродукты, тогда как мясо превалирует лишь в отдельных местностях. Повсеместно большую роль играют различные специи, прежде всего — перец. В силу принадлежности большинства индонезийцев к исламу, распространение продуктов и напитков, табуированных в соответствии с канонами этой религии, достаточно ограничено.

## История, внешние влияния

### Условия становления
На территории Индонезии находятся одни из наиболее ранних ареалов расселения древних людей и, соответственно, одни из наиболее ранних — относящихся к среднему плейстоцену — следов освоения человеком огня, в том числе для приготовления пищи. По мере перехода от охоты и собирательства к земледелию и скотоводству рацион местных жителей становился всё более разнообразным. Известно, что к началу новой эры роль основной продовольственной культуры на Яве и Суматре — наиболее населённых островах Малайского архипелага — прочно занял рис, который позднее утвердился в этом качестве на большей части территории современной Индонезии, кроме некоторых восточных районов.
В силу климатических особенностей и дефицита пастбищных земель скотоводство на большей части индонезийской территории оказалось относительно менее развитым в сравнении с земледелием, причём козы и овцы распространились в большей степени, чем коровы, а буйволы стали использоваться в качестве прежде всего тягловых животных, а не мясного скота. В то же время почти повсеместно широкое распространение получило разведение домашней птицы — главным образом кур, а в прибрежных районах — рыболовство. Эти факторы предопределили многие характерные черты индонезийской кухни, в частности, заметное превалирование продуктов растительного происхождения над продуктами животного происхождения при особо важной роли риса, большее распространение курятины, рыбы и морепродуктов в сравнении с мясом. Примечательно, что многие специи и пряности, обильно используемые в современной индонезийской кухне, не являются её исконными ингредиентами, а были в различные периоды привнесены из других регионов.

### Доколониальный период
Ко второму тысячелетию до новой эры относится начало проникновения в страну китайских кулинарных традиций, связанного с развитием торгово-экономических и культурных отношений с Китаем. Заимствовались как продукты питания — в частности, была перенята практика употребления в пищу различных видов капусты, сои и её производных, так и кулинарные технологии — применение вока, изготовление лапши.
Позднее, в начале новой эры, в результате расширения аналогичных связей с народами Индостана были заимствованы такие культуры, как баклажан, огурец, морковь, манго, некоторые специи и пряности, а также практика использования шампуров и приготовления пряных соусов. Развитие связей с регионами Ближнего и Среднего Востока сопровождалось, начиная с XIII века, распространением в Индонезии ислама, что привело к регламентированию рациона большей части населения в соответствии с мусульманскими нормами харам и халяль — прежде всего к табуированию употребления свинины и алкогольных напитков. Это, в частности, привело к модификации многих блюд, заимствованных ранее из китайской кухни: с переходом большинства индонезийцев в ислам свинина стала заменяться на другие виды мяса, курятину или рыбу. Одновременно под влиянием арабской культуры расширилась практика употребления в пищу баранины, козлятины, выпечки, с некоторыми изменениями был перенят ряд блюд, например, мартабак.

### Колониальный и постколониальный периоды
Колонизация Индонезии европейскими державами стала периодом наиболее интенсивного внешнего влияния на местные кулинарные традиции. При этом бо́льшая часть пищевых культур, акклиматизированных здесь сначала португальцами и испанцами, осваивавшими отдельные участки архипелага в XVI веке, а позднее — голландцами, объединившими в течение трёх с половиной столетий под своей властью всю современную территорию страны, имела не собственно европейское происхождение, а была привезена европейцами из их колоний в других частях Азии, а также в Африке и Америке. Таким образом здесь распространились маниок, батат, кукуруза, арахис, помидор, картофель, морковь, тыква, кофе, какао, авокадо, ананас, различные виды перца и др.
Кроме того, на более позднем этапе колонизации среди местного населения — сначала на элитарном уровне, а затем, постепенно, во всё более широких кругах — стали укореняться некоторые элементы европейской культуры еды, в частности, использование обеденного стола, металлической ложки, вилки, различных предметов посуды и кухонной утвари, ранее не присущих индонезийцам.
Влияние зарубежных, прежде всего западных, кулинарных традиций на индонезийскую кухню оказывалось и после провозглашения государственной независимости Республики Индонезии в 1945 году. При этом ключевое значение во второй половине XX века имели модернизация сельского хозяйства, обеспечившая значительное увеличение объёмов и диверсификацию аграрной продукции, а также индустриализация страны, приведшая к налаживанию массового промышленного производства продуктов питания и напитков, появлению новых способов их обработки и хранения. Повышение уровня жизни основной массы населения, достигшее наиболее заметных темпов в 1980-е — 1990-е годы, расширило доступ к качественной пище и стимулировало заметный прогресс индустрии общественного питания. При этом в рамках последней властями страны активно стимулируется развитие предприятий национальной кухни с акцентом на региональное многообразие из расчёта как на внутренний спрос, так и на зарубежных туристов, приток которых в страну возрастает. Кроме того, по мере становления Индонезии как единого целостного государства существенно ускорился процесс обмена кулинарными традициями между её различными регионами, в результате чего многие местные кухни обогатились новыми, нетрадиционными для них продуктами и способами приготовления пищи.

## Региональные кухни

### Общая характеристика
Индонезийская кухня отличается значительным региональным разнообразием. В её рамках традиционно выделяется несколько местных кухонь, существенно различающихся между собой как по основному набору используемых продуктов, так и по традициям их обработки и подачи блюд. При этом для современной Индонезии характерно ускоряющееся взаимообогащение региональных кухонь: так, некоторые блюда, изначально присущие исключительно определённым народам или местностям, постепенно приобретают общенациональную популярность. Наиболее развитыми, самобытными и известными в стране и за её пределами являются яванская и падангская кухни, представляющие, соответственно, кулинарные традиции Явы и Западной Суматры. Кулинарные традиции многих других индонезийских регионов также имеют свои отличительные особенности, однако в большинстве случаев они либо выражены не столь заметно, либо не сложились в объёме, достаточном для формирования полноценной региональной кухни. Особняком в этом плане стоит кухня перанаканов — особой этнической группы индонезийских китайцев, в значительной степени ассимилировавшейся с коренным населением, которая представляет собой своеобразный синтез китайской и местной кулинарных практик.

### Яванская кухня
Яванская кухня объединяет кулинарные традиции наиболее многочисленного народа Индонезии — яванцев, населяющих основную часть территории Явы, кроме её западной оконечности, а также в большом количестве расселившихся на других островах архипелага. Для неё особенно характерно незначительное использование мяса: основными животными продуктами являются курятина и рыба — морская в прибрежных районах и пресноводная во внутренних. Очень широко используются многие виды овощей, продукты переработки сои: тофу, темпе, соевый соус. Основным углеводным продуктом является рис. Широкое распространение получила лапша, которую едят как в варёном, так и в жареном виде, густые супы, многие из которых готовятся с использованием кокосового молока (опор, тонсенг, саюр-лоде), а также сладкая выпечка.
В рамках яванской кухни, в свою очередь, прослеживается множество местных «подкухонь»: многие блюда воспринимаются яванцами как специалитеты каких-то конкретных городов или небольших местностей, а не всего острова или народа. Традиционно эти местные кухни группируются в две промежуточные: центральнояванскую и восточнояванскую. Для первой характерны использование более мягких специй и, соответственно, меньшая острота пищи, большее количество сладких блюд и более заметное присутствие китайских заимствований — например, лу́мпия (индон. lumpia), представляющая собой местный вариант весеннего рулета, которая является кулинарным специалитетом Семаранга. Для второй типичны более острые блюда, несколько большее присутствие мяса, более значительный ассортимент супов и наличие прежде всего арабско-индийских заимствований.
Благодаря важной роли яванцев в социально-экономической и культурной жизни страны, а также их активному расселению за пределами мест изначального проживания, многие блюда яванской кухни оказались переняты — в оригинальном виде или с некоторыми изменениями — в других регионах Индонезии. При этом со временем они часто перестают ассоциироваться с Явой и прочно входят в иные местные кухни либо же воспринимаются как общенациональные. В результате идентичность яванской кухни оказывается несколько размытой.

### Падангская кухня
Падангская кухня, получившая своё название по городу Паданг — административному центру провинции Западная Суматра, объединяет кулинарные традиции жителей не только собственно города, но и окружающей местности, которые преимущественно принадлежат к народу минангкабау. Её важнейшими особенностями являются исключительная острота большинства блюд и значительное количество и многообразие видов мяса: активно используются говядина, буйволятина, козлятина, баранина, в том числе самые различные субпродукты. Многие из мясных блюд готовятся путём тушения на медленном огне в остро-пряном соусе, который замешивается, как правило, на основе кокосового молока. Этот способ кулинарной обработки называется ренданг — это же слово служит обобщающим названием для блюд такого типа, которые могут готовиться не только из мяса, но также из рыбы, курятины и, реже, некоторых овощей и даже фруктов, например, джекфрута. Другой популярный способ кулинарной обработки — баладо: обжарка продуктов во фритюре из растительного масла, давленого красного перца, соли, различных специй и пряностей. Чаще всего так готовятся мясо, рыба, курятина, очищенные варёные яйца, а также нарезанная полосками коровья или буйволиная кожа.
Кроме того, в падангской кухне — в отличие от других значимых региональных кухонь страны — получило развитие производство кисломолочных продуктов. Исключительно высокой популярностью на Западной Суматре пользуется дадих — простокваша из буйволиного молока, которая приготовляется в обрезках полых стволов бамбука.
Весьма специфична традиция подачи кушаний: если для других регионов Индонезии характерна перемена блюд, то в падангской кухне — как в домашних условиях, так и в заведениях общепита — принято одновременно ставить на стол всю еду, предназначенную для трапезы. При этом для экономии места блюда часто водружаются друг на друга, в результате чего на столе иногда формируются многоступенчатые пирамиды из тарелок. Как и в яванской кухне, неотъемлемым атрибутом трапезы является варёный рис. Обычный для падангской кухни набор из риса и нескольких гарниров, расставляемых как правило вокруг чаши с рисом, получил название наси-паданг, буквально — «рис по-падангски».
Падангская кухня пользуется весьма широкой популярностью в различных регионах Индонезии. При этом её блюда, в отличие от яванских, обычно не перенимаются другими народами страны и воспринимаются исключительно как падангский специалитет, а соответствующие харчевни и рестораны вне Западной Суматры позиционируют себя именно как падангские. В результате идентичность падангской кухни остаётся достаточно чёткой.

### Перанаканская кухня
Перанаканская кухня представляет собой своеобразную местную адаптацию различных элементов китайской кухни. Её особенность состоит, в частности, в том, что она не является составной частью исключительно индонезийской кухни, поскольку аналогичные кулинарные традиции сохраняют перанаканы, проживающие в соседних Малайзии и Сингапуре. Кроме того, в самой Индонезии она не имеет сколь-либо чёткой региональной привязки в силу дисперсного проживания перанаканов во многих частях страны.
Для перанаканской кухни характерно большое разнообразие продуктов и способов их обработки. Основные кулинарные рецепты и технологии идентичны либо близки китайским, в то время как специи и пряности в основном те же, что традиционно в ходу у коренного населения Индонезии. Распространены супы, различные виды лапши, яичных рулетов, жареные и тушёные блюда, соленья и маринады, сладкие десерты. Активно используются свинина, говядина, курятина, утятина, голубятина, морская и пресноводная рыба, морепродукты, яйца, производные сои, зелень. Рис является важным элементом трапезы.
Перанаканская кухня в силу своей связи с китайской кухней сохраняет в Индонезии высокую степень идентичности. Вместе с тем некоторые рецепты усваиваются коренными жителями архипелага и со временем перестают восприниматься как чужеродные заимствования. К таким относятся, в частности, многие блюда из лапши, рубленых продуктов, вариант яичного рулета — лумпия.

### Кулинарные особенности других регионов
Кулинарные традиции различных регионов Индонезии имеют значительные особенности, обусловленные климатическими и географическими факторами, религиозной принадлежностью местного населения, степенью его вовлечённости во внутринациональные и международные экономические, социальные и культурные связи. Так, для кухни острова Бали, абсолютное большинство жителей которого исповедуют индуизм, характерно табуирование говядины и, напротив, активное использование свинины, а также большее количество индийских заимствований в сравнении с соседней Явой. Для другого острова, находящегося у восточного края Явы, — Мадуры, региона интенсивной добычи соли, где относительно более развито скотоводство, а урожайность риса достаточно низка, — характерна довольно большая роль мяса, из которого прежде всего готовятся миниатюрные шашлычки сате и густые острые супы, а также активное использование кукурузы и в целом бо́льшая солёность блюд в сравнении с яванской кухней.
Достаточно специфичны кулинарные традиции Западного Калимантана, иногда выделяемые в банджарскую кухню — по названию проживающей там народности банджаров. В этом регионе активно используются рыба и курятина, многие блюда готовятся с большим количеством чеснока в соусах из различных сортов перца, зачастую имеющих весьма яркие цветовые оттенки.
Для Сулавеси, где исторически особую роль играет рыболовство, характерно большое количество рыбных блюд, а для внутренних районов, в значительной степени населённых христианами, — активное использование свинины. Особой самобытностью отличается кухня северосулавесийского города Манадо, известная, в частности, большим разнообразием супов — как рыбных, так и мясных, а также тинутуаном — густым варевом из риса и различных овощей, которое в других регионах Индонезии больше известно под названием «манадская каша».
Важнейшей особенностью кухни населения восточной части страны — Молуккских островов, западной части острова Новая Гвинея — является незначительное употребление риса. Основными продовольственными культурами этих регионов являются кассава, кукуруза, саговая пальма. Сердцевина последней перетирается в муку, из которой готовится различная выпечка, а также густая клейкая каша папеда, пользующаяся особой популярностью у народов восточной Индонезии как самостоятельное блюдо либо гарнир к другим кушаньям.

## Основные продукты и блюда

### Рис
Рис исторически является главной продовольственной культурой для большинства индонезийцев, исключение в этом плане составляет лишь относительно немногочисленное население восточных регионов. В разных частях страны выращиваются и потребляются в пищу его различные сорта.
Как правило, рис подаётся к столу в варёном виде в форме достаточно плотной горки и служит гарниром к прочим блюдам. Зачастую — в особенности среди малоимущего населения — он значительно превалирует по объёму над остальными элементами трапезы. Последние в таком случае являются дополнением к рису, подаваемым с ним на одной тарелке: эти дополнения на Яве и во многих других местностях имеют обобщающее название «ла́ук-па́ук» (индон. lauk pauk). Широкой популярностью среди небогатого населения пользуется местный вариант рисового фаст-фуда, называемый наси-кучинг: небольшая порция варёного риса со небольшим количеством лаук-пауком, подаваемая в пакетике из пальмового листа.
Помимо простой варки существует несколько более сложных способов приготовления риса. В частности, широкое распространение в различных регионах получило приготовление плотных брикетов из клейкого риса в оболочке из бананового листа: лонтонга и кетупата. Первый, изготовляемый в продолговатом рулоне из цельных банановых листьев, получает форму колбаски; второй, оборачиваемый перед варкой оплёткой из узких полосок пальмового листа, — прямоугольника. Лонтонг является частым элементом повседневной трапезы и подаётся ко многим традиционным блюдам, выполняя при этом фактически ту же роль, которую в европейской кухне играют гарнир, хлеб или кнедлик: им заедают основное блюдо или вымакивают соусы и подливки. Нередко он становится составной частью различных сложных блюд — в этом случае его режут колечками и смешивают с остальными ингредиентами. Своеобразной модификацией этого кушанья является арем-арем, который, в отличие от лонтнога, содержит начинку.
Кетупат подаётся подобным же образом и может также служить обычным повседневным кушаньем, однако практически повсеместно он является и неотъемлемым атрибутом праздничного стола — особенно в ходе мусульманского праздника Ураза-байрам, именуемого в Индонезии «Идулфи́три» (индон. Idulfitri). Во многих местностях, например, на южном побережье Явы, он воспринимается исключительно как угощение, подаваемое при разговлении после поста и в течение нескольких последующих праздничных дней, — там его изготовление и употребление в обычные дни не практикуется.
Весьма оригинальным способом готовится леманг: рис набивается в полые коленца бамбука, выстланные изнутри банановыми листьями. Туда же заливается кокосовое молоко, после чего бамбуковые стволы в течение нескольких часов прожариваются на открытом огне. Это блюдо, традиционное для многих народов Суматры и Калимантана, со временем было перенято в других частях страны, в том числе на Яве.
Особым рисовым блюдом, приготовляемым исключительно для семейных, общинных или религиозных церемоний, является тумпенг, представляющий собой коническую пирамидку из варёного клейкого риса, которая подаётся в окружении из лаук-паука различных видов. Часто рис для тумпенга варится в кокосовом молоке и окрашивается в ярко-жёлтый цвет из-за добавлениякуркумы или шафрана.
Помимо различных форм приготовления риса в чистом виде, во многих регионах Индонезии широко практикуется приготовление различных многокомпонентных блюд на его основе. Наиболее распространённым из них является наси-горенг (индон. nasi goreng, буквально — «жареный рис»), имеющий многочисленные местные вариации — подобие плова с наполнением из курятины, креветок, мяса, рыбы, омлета, лука, перца, тофу, темпе и других продуктов. Традиционная подача этого кушанья предусматривает расположение на нём сверху яичницы из одного яйца, а рядом на тарелке — нескольких палочек миниатюрных шашлычков сате и пластинок крупука.

### Лапша
Лапша, перенятая от китайцев, является популярным блюдом не только перанаканской, но и ряда местных кухонь, прежде всего яванской. Для перанаканской кухни характерно разнообразие видов лапши не только в плане происхождения муки, которая бывает в основном пшеничной или рисовой, но и в плане формы изделия. В частности, основными видами рисовой лапши являются тонкий и круглый в сечении биху́н (индон. bihun) и широкая, прямоугольная в сечении кветиа́у (индон. kwetiau). Эти и другие сорта лапши подаются как в варёном, так и в обжаренном виде, как правило, с разнообразными обильными добавками из других продуктов, а также запускаются в супы. Перанаканские супы с лапшой — куриные, рыбные, мясные — объединены названием лакса.
В кухне яванцев и ряда других коренных народов Индонезии присутствует главным образом округлая в сечении пшеничная лапша — ми (индон. mi, mie — это же слово является обобщающим названием для всех видов лапши вообще. Она отваривается в воде либо, реже, запускается в супы. Варёная лапша является одним из наиболее популярных блюд «уличной кухни»: на Яве и во многих других регионах она повсеместно продаётся с тележек разносчиков либо базарных лотков. При этом к ней часто примешиваются в небольшом объёме рубленные яйца, перец, лук, небольшие кусочки овощей, соевый соус.
В некоторых регионах существуют специфические традиционные рецепты блюд на основе варёной лапши. Так, на островах Риау лапша подаётся в смеси с тофу, зеленью, ростками сои и арахисовым соусом, на острове Белитунг — с мясом, картофелем, листьями салата и огурцами. Примечательно, что лапша со свининой — бакми, бами (индон. bakmi, bami), относительно широко известная в мире как одно из классических индонезийских блюд, на самом деле является перанаканским кушаньем, не слишком популярным у коренного населения страны.
Лапша нередко подаётся и в обжаренном виде. Пополненная различными наполнителями, она превращается в полноценное блюдо ми-горенг (индон. mie goreng, буквально — «жареная лапша»). На Яве ми-горенг чаще всего готовится в пальмовом масле на воке с использованием мелко нашинкованной курятины или говядины, зелёного лука, капусты, креветочной пасты и соевого соуса.
Если традиционно лапша изготовлялась из теста в домашних или кустарных условиях, то с последней четверти XX века потребляется в основном лапша быстрого приготовления: Индонезия является вторым, после Китая, мировым производителем этого пищевого продукта.

### Крупук
Важную роль в кухне большинства индонезийских регионов играет крупук (индон. krupuk) — чипсы, изготовляемые из крахмала, рисовой, пшеничной, саговой или иной муки, тапиоки, измельчённых сушёных морепродуктов, рыбы, овощей или сухофруктов. Эти и другие исходные продукты могут использоваться в чистом виде либо же смешиваться в различных пропорциях. Наиболее распространены рисовый и креветочный крупук (последний может быть как чисто креветочным, так и креветочно-мучным). При этом отдельные разновидности крупука могут иметь собственные названия. Так, крупук мелких размеров обычно называется крипи́к — он может готовиться из всех тех же продуктов, что и обычный крупук, однако чаще бывает фруктовым или овощным. Крупук с добавлением тёртого либо дроблёного арахиса называется ремпейе́к, приготовленный из тёртого ореха мелинжо — эпми́нг.
Морепродукты, рыба и плоды, используемые для приготовления крупука, обычно высушиваются на солнце и перетираются в порошок, который — в чистом виде либо в смеси с мукой или крахмалом — замешивается с водой. Приготовленные из полученного теста небольшие лепёшки также высушиваются на солнце, а затем жарятся на сильном огне в большом количестве растительного масла, увеличиваясь в процессе жарки в несколько раз. В некоторых регионах крупук изготовляется не в форме цельных лепёшек, а в виде клубков из сплетённой лапши, иногда ему могут придаваться и другие формы.
Крупук изготовляется как кустарным, так и промышленным способом и поступает в продажу как готовым, так и в виде ещё не жареных сухих заготовок. Употребляется в пищу сам по себе, в качестве лёгкой закуски либо за основной трапезой: в этом случае он выполняет фактически ту же роль, которую в европейской кухне играет хлеб. При этом его часто макают в различные соусы, крупными выпуклыми пластинками крупука иногда черпают жидкие или рассыпчатые блюда как ложкой. Крупук традиционно подаётся как непременное дополнение к некоторым блюдам: так, с наси-горенг он выкладывается рядом, а многие супы и овощные блюда принято посыпать крипиком или измельчённым крупуком.

### Овощи
Овощи, многие из которых были в разное время завезены в Индонезию китайцами или европейцами, являются важным элементом рациона многих индонезийцев. В силу климатических условий страны овощеводство исторически сосредоточенно в основном в горных местностях — прежде всего на Яве и Северной Суматре, однако потребление овощей достаточно широко практикуется и за пределами этих регионов. К числу наиболее распространённых относятся капуста, помидор, огурец, картофель, батат, маниок, репчатый лук, морковь, баклажан, кабачок, фасоль, редька, шпинат, пекинская капуста, цветная капуста.
Овощи, в зависимости от их видов, готовятся различным образом: варятся, жарятся, заквашиваются, сушатся либо потребляются в сыром виде. Целые овощи к столу подаются редко, обычно при приготовлении они режутся на куски или шинкуются. Весьма популярны смешанные блюда из нарезанных сырых или варёных овощей различных видов — подобия европейских салатов. В яванской кухне, в которой такие кушанья занимают особенно значительное место, они называются гадо-гадо. Объединяющим элементом для всех вариаций гадо-гадо является арахисовый соус, которым они обильно заправляются. Такие овощи, как картофель, батат, маниок, кабачки, баклажаны, фасоль, употребляются в гадо-гадо в варёном виде; морковь, капуста, шпинат, репчатый лук могут использоваться как в варёном, так и в сыром виде; помидоры, огурцы, листовой салат и различная зелень — в сыром. Кроме овощей в гадо-гадо часто добавляются варёные яйца, тофу, темпе и крупук. Все продукты нарезаются, как правило, довольно крупно — значительно крупнее, чем в европейском салате.
Гадо-гадо получило широкое распространение и за пределами Явы. Оно имеет множество местных вариаций, обусловленных большей или меньшей доступностью тех или иных ингредиентов в различных регионах. Кроме того, в ряде местностей готовятся аналогичные смешанные овощные блюда под другими наименованиями — каредо́к (индон. karedok), пече́л (индон. pecel) и т. д. Иногда в их отношении употребляется европейское название «салат».
Значительную роль, особенно в яванской кухне, играют маринованные овощи — ачар, а также саюр-асем — овощи, сваренные в мясном бульоне с добавлением большого количества тамаринда, перца и других специй. Первое из этих блюд чаще всего готовится из огурцов, моркови и репчатого лука, второе — из чайота съедобного, кукурузы, фасоли, арахиса и орехов мелинжо.

### Мясо, птица, рыба и морепродукты
В рационе большинства индонезийцев продукты животного происхождения, включая мясо, птицу, рыбу и морских животных, занимают второстепенное место в сравнении с продуктами растительного происхождения. Исключение в этом плане составляет часть населения регионов интенсивного скотоводства (прежде всего Западная и Северная Суматра, Мадура) либо рыболовства (побережья многих островов, в особенности Сулавеси).
Наиболее широко из всех видов мяса используются козлятина и баранина. Говядина принадлежит к числу наиболее ходовых продуктов лишь на значительной части Суматры, на Мадуре и на некоторых территориях Сулавеси, а в других регионах она распространена в намного меньшей степени. Свинина табуирована для большинства населения страны, исповедующего ислам, однако активно употребляется в перанаканской кухне, а также в кухнях немусульманских народов, наиболее компактно проживающих на Бали, Северной Суматре, во многих районах Сулавеси и Молуккских островов, а также на западной части Новой Гвинеи. В последнем из этих регионов она является практически единственным видом мяса в рационе коренного населения — папуасов.
Курятина в ходу практически повсеместно и для значительной части индонезийцев является основным животным продуктом. Мясо другой домашней птицы — уток, мускусных уток, голубей употребляется намного реже, в основном в перанаканской кухне.
В силу разнообразия ихтиофауны индонезийской акватории ассортимент рыбы и морепродуктов в прибрежных районах весьма широк. Более всего в пищу употребляются различные виды, относящиеся к семейству скумбриевых. Наиболее популярными морепродуктами являются креветки и кальмары. Во внутренних районах в пищу активно используется пресноводная рыба — как выловленная, так и искусственно разведённая. К числу наиболее востребованных в кулинарии пресноводных видов относятся канальный сомик, тилапия, карп, гурами. Последняя пользуется особенно большой популярностью в яванской кухне — на Яве искусственный пруд с гурами, разводимыми на еду, имеется практически в каждой деревне.
Помимо мяса домашнего скота, птицы, рыбы и морепродуктов, в пищу в различных регионах употребляется мясо диких животных, в том числе достаточно экзотических — змей, черепах, крупных летучих мышей из семейства крылановых, а также собак и обезьян (так, блюда из летучих мышей исторически пользуются некоторой популярностью в различных районах Явы, из собачатины — на той же Яве, а также на Малых Зондских островах). Эти виды мяса нигде не составляют значительной части постоянного рациона, однако факт их использования в индонезийской кухне достаточно широко известен за пределами страны — в частности, благодаря опубликованным воспоминаниям президента США Барака Обамы, проведшего детство в Индонезии, о потреблении в Джакарте блюд из собачатины, змей и кузнечиков.
Чаще всего мясо, птица, рыба и морепродукты подаются в жареном или тушёном виде либо же в измельчённом виде примешиваются к сложным блюдам из того же риса, лапши или овощей. Также они служат основой для многих супов: мясные и куриные супы пользуются популярностью прежде всего на Яве и Мадуре, рыбные — на Калимантане и Сулавеси. Тушение мяса, птицы и субпродуктов широко практикуется в падангской кухне. Рыба часто зажаривается целиком на решётке, иногда вялится или засаливается.
На Яве, Суматре и в некоторых других местностях распространён способ приготовления мяса, курятины, рыбы и морепродуктов в густом соусе по типу индийского карри — гулай. На Сулавеси и Калимантане мясо, курятина и морепродукты запекаются в полых коленцах бамбука — так же, как запекается рис в леманге, — эти блюда традиционно являются важным элементом ритуальных трапез в ходе различных семейных и общинных церемоний, в частности, поминок. Кроме того, в ряде регионов применяется жарка цельных туш животных на вертеле: на Бали, Северной Суматре и Сулавеси так обычно готовятся свиньи, на Яве — козы. У папуасских народов Новой Гвинеи практикуется запекание свиных туш — целиком либо разрубленных на крупные куски — в ямах, выложенных раскалёнными камнями и прикрытыми листьями и дёрном: в ходе крупных общинных торжеств таким образом могут одновременно готовиться десятки свиней, забитых непосредственно перед запеканием в ходе особой церемонии.
Исключительно распространённым блюдом, которое может одинаковым образом готовиться из любых видов мяса, субпродуктов, курятины или различных морепродуктов, являются миниатюрные шашлычки — сате. Особой популярностью сате пользуются в яванской кухне: здесь они чаще всего делаются из курятины, козлятины, креветок, козьей или говяжьей печени, хотя отдельные города и местности специализируются и на более «экзотических» вариантах: так, в Джокьякарте готовят шашлычки из мяса трёхкоготной черепахи и бараньих гениталий. На одноразовую деревянную шпажку обычно нанизывается три-четыре предварительно промаринованных кусочка продукта общей массой не более 50—70 граммов — порция сате, как правило, состоит из нескольких шампуров. Сате часто служат самостоятельным блюдом — в этом случае они обычно подаются с соевым или арахисовым соусом. Кроме того, пара шпажек сате является традиционным дополнением к наси-горенг. При том, что родиной сате считается Ява, это кушанье широко распространилось не только по всей территории Индонезии, но и за её пределами.
Другое популярное блюдо, изготовляемое практически из любых продуктов животного происхождения, — баксо. Будучи заимствованным из китайской кухни, оно приобрело настолько широкое распространение в различных индонезийских регионах, что в настоящее время воспринимается как в самой стране, так и за рубежом как одно из основных блюд классической индонезийской кухни.
Продукты, предназначенные для баксо, перерабатываются в очень мелкий вязкий фарш, к которому добавляется небольшое количество муки — обычно тапиоковой или саговой, реже кукурузной. Из фарша формируются круглые биточки диаметром, как правило, 3—5 сантиметров, которые варят или, реже, жарят и подают в бульоне либо в лапше, а также запускают в различные супы. Баксо производится как домашним и кустарным, так и промышленным способом и является одним из наиболее популярных в Индонезии пищевых полуфабрикатов, а также распространённой уличной едой.
Несколько меньшей популярностью пользуется другой вид рубленых биточков — пемпек, родиной которого является Южная Суматра. В отличие от баксо, пемпек готовится преимущественно из рыбы или морепродуктов, имеет более рыхлую консистенцию, ему может придаваться различная форма — шариков, многоугольных пампушек или продолговатых колбасок. Как и баксо, пемпек подаётся сам по себе, в супах или лапше, иногда фаршируется яйцом, тофу или другими продуктами.
Ещё одним достаточно распространённым кушаньем, изготовляемым из рубленной рыбы или, реже, морепродуктов, является отак-отак. Фарш в этом случае разводится кокосовым молоком, а полученная смесь заправляется в продолговатую обёртку из пальмового листа, которая затем обжаривается на углях. В результате получается небольшая запеканка в форме колбаски или параллелепипеда, которая подаётся, как правило, в качестве лёгкой закуски.
Фарш из мяса, курятины, рыбы или морепродуктов может также использоваться при изготовлении перкеделов — индонезийского варианта европейских фрикаделек. Однако в них — в отличие от их европейских прародительниц — он, как правило, служит лишь дополнительным ингредиентом, тогда как основой этого блюда чаще всего являются продукты растительного происхождения — картофель, кукуруза, тапиока. Более того, существует множество видов сугубо вегетарианских перкеделов.

### Темпе и тофу
Темпе и тофу — твёрдые продукты ферментации сои — занимают важное место в рационе значительной части индонезийцев. Темпе, изготовляемое путём закваски цельных соевых бобов с помощью особой грибковой культуры, является исконным индонезийским продуктом, история изготовления которого насчитывает по крайней мере два тысячелетия.
Заметная роль темпе в национальной кухне, прежде всего как дешёвой еды бедняков, нашла отражение в иронично-самоуничижительном самоназвании Индонезии, имеющем хождение в местных СМИ и общественных кругах, — «Страна темпе» (индон. Negeri Tempe), которое обычно трактуется как намёк на недостаточное социально-экономическое развитие страны.
Темпе пользуется особой популярностью в яванской кухне. Оно обычно подаётся в жареном, печёном, тушёном или маринованном виде само по себе или в различных соусах либо же служит ингредиентом различных блюд, прежде всего гадо-гадо, лапши и некоторых супов.
Тофу, производимое путём створаживания соевого молока, было заимствовано из китайской кухни, однако получило широкое распространение также среди коренного населения страны и активно используется не только в перанаканской, но и, в частности, в яванской кухне. Оно может готовиться теми же способами, что и темпе, и так же подаётся как само по себе, так и в качестве ингредиента различных сложных блюд. Кроме того, благодаря более мягкой консистенции оно часто употребляется в сыром виде, а также перерабатывается в фарш и служит основой для баксо. На Западной Яве большой популярностью пользуется жареное баксо из тофу, получившее примечательное аббревиатурное название «батаго́р» (от bakso tahu goreng — жареное баксо из тофу).

### Выпечка
Традиции выпечки в Индонезии в значительной степени обусловлены влиянием индийской, арабской, китайской и европейской кухонь. Благодаря соответствующим влияниям изделия из теста — преимущественно сдобные — стали достаточно важным элементом яванской кухни. Разнообразные изделия из саговой, рисовой, кукурузной, пшеничной муки, изготовляемые как с применением дрожжей, так и без них, объединены там общим названием куэ́ (индон. kue). Сколь-либо однотипного рецепта куэ не существует: общей для них является лишь мучная составляющая. Чаще всего традиционные формы куэ готовятся с добавлением кокосового молока, копры, фруктов, ванили, пальмового сахара, тофу, тапиоки. Это же название обычно применяется к кондитерским изделиям европейского типа — тортам, пирожным.
Хлеб совершенно не присущ традиционной индонезийской кухне, однако он достаточно широко распространился в XX—XXI веках как продукт промышленного производства, реализуемый в продовольственных магазинах всех уровней. Редким примером хлебобулочного изделия, приготовление которого было освоено индонезийцами значительно ранее и прочно укоренилось в качестве кулинарной традиции, является роти-буайя — большой хлеб в виде крокодила, который является неотъемлемым атрибутом свадебного застолья у этнической группы бетави. Примечательно, что название «хлеб» (индон. roti) распространяется и на различные несдобные мучные изделия с начинкой — пироги, кексы, некоторые из которых заимствованы из зарубежных кухонь, но некоторые являются местными изобретениями. Так, достаточно широкой популярностью в стране пользуется так называемый «бавеанский хлебец» (индон. roti Boyan) — круглый или продолговатый пирог с овощной начинкой, являющийся специалитетом острова Бавеан.
Особым видом выпечки, весьма популярным в различных регионах Индонезии, является мартабак — плоский пирог, имеющий множество вариаций как в плане начинки и особенностей теста, так и в плане рецептуры приготовления. Заимствованный из арабской кухни, где он фигурирует под своим оригинальным названием «мута́ббак» (араб. مطبق‎, буквально — этажный, слоёный, свёрнутый в несколько раз), мартабак уже многие десятилетия воспринимается индонезийцами как блюдо собственной национальной кухни. Общим для большинства видов мартабака является недрожжевое тесто из пшеничной муки. В целом для индонезийской кухни характерны два основных типа этого блюда. Первый, достаточно сходный с изначальным арабским образцом, иногда называемый «солёным мартабаком», готовится из солёного теста, часто пропитанного растительным маслом, и начиняется, как правило, мелко рубленым яйцом, репчатым и зелёным луком, тофу, овощами, реже — мясом или курятиной. Из тонко раскатанного теста формируется прямоугольный или округлый конверт, который наполняется тонким слоем начинки, обжаривается в масле на быстром огне и в процессе жарки иногда складывается в несколько слоёв. Второй, «сладкий мартабак», изготовляется, соответственно, со сладкой начинкой: шоколадом, сгущённым молоком, фруктами, орехами, часто из сладкого теста. По рецептуре он имеет мало общего как с изначальным арабским блюдом, так и с местными солёными вариациями. Фактически под этим названием может готовиться любой тип сладкого пирога более-менее плоской формы. Предположительно, своим названием сладкий мартабак обязан обстоятельствам не столько кулинарного, сколько коммерческого характера: исторически сладкие мартабаки продаются в основном в тех же торговых точках, что и солёные.

### Фрукты
Фрукты, обильно произрастающие в Индонезии, являются неотъемлемым элементом местной кухни. В наибольших объёмах потребляются бананы, манго, ананасы, апельсины, папайя, салаки, дурианы, рамбутаны, джекфруты.
Чаще всего фрукты употребляются в пищу в натуральном виде, однако практикуются и различные способы их кулинарной обработки. Популярным лакомством, которое повсеместно изготовляется в домашних условиях, а также продаётся уличными разносчиками, является руджак — подобие фруктового салата (также может готовиться и из некоторых сортов овощей). Чаще всего в руджаке используются манго, папайя, дыня, ананас, различные цитрусовые, мякоть молодого кокоса. Нарезанные и смешанные плоды часто посыпаются перцем, сахаром, кунжутным семенем, дроблёным арахисом, поливаются сиропом, фруктовым соком, кокосовым молоком или сладким соевым соусом. На Яве существует традиция готовить особенно многокомпонентный руджак на праздничной церемонии, посвящённой завершению седьмого месяца беременности женщины.
Некоторые фрукты, в частности джекфрут и билимби, готовятся по аналогии с овощами: провариваются в особом мясном бульоне с добавлением тамаринда, перца, различных пряностей, соли и сахара. В этом виде они подаются в качестве лёгкой закуски или дополнения к основным блюдам. Примечательно, что такое блюдо в любом случае называется «кислые овощи» — саюр-асем (индон. sayur asem).
На Яве большой популярностью пользуется гудег — мякоть молодого джекфрута, тушёная в кокосовом молоке со специями. Кроме того, мякоть джекфрута, плодов хлебного дерева, бананы и некоторые другие фрукты часто жарятся в особом сладком кляре и иногда дополнительно приправляются мёдом. Фруктами практически любых видов часто начиняется или украшается различная сладкая выпечка. Некоторые, в частности манго, могут служить начинкой рубленным блюдам, например, рыбному пемпеку: этот вид фрикаделек, фаршированный папайей, называется «пемпе́к-писте́л» (индон. pempek pistel).

### Специи, пряности, приправы и соусы
Индонезия является родиной многих специй и пряностей, ставших достоянием мировой кулинарии. При этом в самой стране многие из них активно используются лишь в кухнях отдельных регионов, в то время как для большинства индонезийцев важнейшей специей является красный перец, завезённый в страну европейскими колонизаторами.
Красный перец используется для приготовления различных подливок и соусов для жарки и тушения, добавляется в измельчённом виде к различным блюдам на основе риса, лапши, овощей, мяса и т. д. В падангской кухне, где красный перец применяется особенно обильно, им в давленном виде, часто с добавлением других специй и пряностей, натираются многие продукты перед жаркой, маринованием или сушкой. Наряду с красным в качестве специй используются и другие виды перца, в том числе чёрный перец и перец длинный, являющийся исконно индонезийским растением. Особым разнообразием видов перца отличается кухня жителей Западного Калимантана, в частности, банджаров.
Для приготовления пряных соусов, используемых при тушении мяса, рыбы и морепродуктов в падангской, яванской и кухнях некоторых других регионов, помимо перца, широко используются чеснок, имбирь, тамаринд, калган, лимонное сорго, листья и плоды кафир-лайма. Эти же продукты часто применяются для приготовления супов, маринадов и таких рубленных блюд, как отак-отак. Куркума и шафран применяются для окраски и ароматизации риса, в частности, в тумпенге.
Из протёртого красного перца готовится самбал — густой пастообразный соус, исключительно популярный в индонезийской кухне. В него могут добавляться различные дополнительные ингредиенты, в частности, соль, сахар, томат, сок лайма, тёртый чеснок, лук или тамаринд. Самбал подаётся ко множеству самых различных готовых блюд — от риса до супов. Кроме того, некоторые виды мясных, рыбных и овощных блюд жарятся в самбале и часто называются соответствующим образом: «жареный рыбный самбал» (индон. sambal goreng ikan), «жареный картофельный самбал» (индон. sambal goreng kentang) и т. д.
Столь же часто и повсеместно употребляется соевый соус. В индонезийской, в отличие от многих других восточных кухонь, существует несколько его видов: ещё более популярным, чем обычный для большинства восточноазиатских стран солоноватый вариант — «кеча́п-аси́н» (индон. kecap asin — солёный соевый соус), является сладковатый на вкус и более густой по консистенции «кеча́п-мани́с» (индон. kecap manis — сладкий соевый соус). Последний изготовляется с применением пальмового сахара и может иметь несколько градаций сладости и густоты. Солёный и сладкий соевые соусы подаются к самому широкому ассортименту готовых блюд, а также могут использоваться при жарке и тушении. При этом в обоих случаях к ним часто добавляется самбал, давленный чеснок, другие специи.
Также достаточно популярен, прежде всего в яванской кухне, арахисовый соус. Он имеет несколько вариаций, однако основой его неизменно служит измельчённый арахис, жаренный в арахисовом масле. При жарке в арахисовую массу добавляется соевый соус либо кокосовое молоко, сок лайма или лимона, часто кокосовый или пальмовый сахар, чеснок, острый перец и другие специи, иногда измельчённый репчатый лук. В готовом виде соус представляет собой достаточно густую жидкость, имеющую различные оттенки коричневого цвета. Арахисовый соус часто подаётся к сате и некоторым другим жареным блюдам, им обильно заправляется гадо-гадо.
Несколько менее широко используется соус, приготовляемый на основе уксуса с различными дополнительными ингредиентами — сахаром, тамариндом, чесноком, перцем, имбирём, мякотью или соком лайма и т. д. Он подаётся главным образом к различным блюдам из рыбы и морепродуктов, таким как пемпек и отак-отак.
Большой популярностью, особенно на Яве, в качестве приправы пользуется креветочная паста — «тра́си» (индон. terasi), густая творожистая масса темного цвета, приготовляемая путём ферментации измельчённых сушёных креветок. Её подают к некоторым супам, блюдам из риса, лапши, рыбы, овощей, а также добавляют в соевый соус и самбал.
Многие традиционные соусы, прежде всего различные виды соевого соуса и самбала, в больших объёмах производятся промышленным образом и поступают в продажу в продовольственных магазинах всех уровней.

## Напитки

### Безалкогольные напитки
На протяжении нескольких последних столетий основным напитком большей части индонезийцев, кроме населения отдельных областей преимущественно в восточной части страны, является чай, завезённый сюда во время нидерландского колониального владычества. Потребляется в основном чёрный чай: его пьют как в горячем, так и в охлаждённом виде (часто со льдом), с сахаром и иногда с лимоном. В некоторых регионах практикуются и другие добавки к чаю: так, на Западной Суматре большой популярностью пользуется тэ-талуа — крепкий чёрный чай, смешанный с сырым яичным желтком. Зелёный и другие виды чая, а также чай с жасмином распространены главным образом в среде этнических китайцев. С последней трети XX века огромной повсеместной популярностью пользуется бутилированный чай промышленного производства — его растущее потребление приводит к постепенному снижению спроса на натуральный чай.
Кофе, также завезённый в страну в колониальный период, по популярности вполне сопоставим с чаем. Его потребление постоянно растёт, особенно в районах его производства на Яве, Северной Суматре и Центральном Сулавеси: по состоянию на 2013 год Индонезия, будучи одним из ведущих мировых производителей и экспортёров кофе, занимала в этой группе стран второе место по его потреблению. В яванской кухне он обычно подаётся с очень большим количеством сахара, как чёрный, так и с молоком; на Северной Суматре и Центральном Сулавеси чаще чёрным и несколько менее сладким.
На Яве и Суматре существует традиция производства кофе весьма специфического сорта — лувак. Созревшие плоды кофейного дерева скармливаются мусангам. Те, переваривая их мягкую оболочку, экскретируют зёрнышки кофе, которые под воздействием желудочного сока животных приобретают особо пикантный вкус. Этот сорт кофе, пользующийся повышенным спросом на международном рынке, признан самым дорогим в мире.
Некоторое распространение имеют горячие напитки из имбиря с возможным добавлением различных пряностей. Обычно они готовятся на воде, однако на Западной Яве, например, популярен бандрек, в котором имбирь и другие пряности завариваются в молоке. Широко распространено употребление фруктовых соков и кокосового молока. Кроме того, повсеместно растущей популярностью пользуются газированные и негазированные прохладительные напитки национальных и международных марок.

### Алкогольные напитки
Употребление алкоголя табуировано в соответствии с нормами ислама, который исповедуют около 88 % индонезийцев, однако практикуется как среди немусульманского населения, так и среди определённой части мусульман, которая строго не придерживается религиозных канонов.
Традиционно на большей части территории страны потребляются алкогольные напитки, изготовленные надомным или кустарным способом на основе наиболее доступного растительного сырья, главным образом, пальмового сока и риса. В большинстве регионов эти напитки носят одинаковое название туак — при том, что они бывают весьма различны не только по исходному сырью, но и по технологии производства и содержанию спирта.
Пальмовый туак представляет собой разновидность тодди и изготовляется путём кратковременного естественного сбраживания сока, добываемого в ходе подсочки мужских соцветий различных видов пальмовых, обычно — сахарной пальмы; его крепость обычно не превышает 4—5 градусов. Особой популярностью он пользуется на Северной Суматре, где является в полном смысле культовым напитком — непременным атрибутом семейных, общинных и религиозных церемоний.
Рисовый туак изготовляется по иной технологии: варёный рис клейких сортов выдерживается в смеси с дрожжами несколько дней, образовавшаяся масса заливается сахарным сиропом и выдерживается в плотно закрытой таре около месяца, после чего из неё отцеживается жидкость, имеющая крепость, как правило, не менее 12—15 градусов. Рисовый туак, как и пальмовый, изготовляется во многих регионах Индонезии, однако особое значение он имеет в кухне даякских народов, в особенности, ибанов.
Как пальмовый, так и рисовый туак могут подвергаться одно- или многократной перегонке. Полученный напиток значительно большей крепости (до 50 % алкоголя) может называться крепкий туак либо а́рак. В некоторых регионах, в частности, на Бали, рисовый арак крепостью 40 градусов производится промышленным образом и потребляется местным населением, как правило, в смеси с водой или со льдом. В других местностях ведётся его надомное производство, не всегда легальное.
Другим алкогольным напитком, традиционным для Бали, а также соседних Малых Зондских островов, является брем, производимый путём дрожжевой закваски клейкого риса и иногда называемый рисовым пивом или рисовым вином. По вкусу брем отдалённо напоминает японский саке, однако его крепость значительно ниже — обычно не более 5 градусов. В зависимости от сорта используемого риса брем может иметь различный цвет: от различных оттенков жёлтого до красно-коричневого или почти чёрного. На Бали брем, как и арак, производится как надомным и кустарным, так и промышленным образом. Оба этих напитка часто используются там в ходе религиозных церемоний.
Исторически употребление туака и его производных, а также других видов домашнего и кустарного алкоголя, практиковалось достаточно широко. Однако во многих регионах по мере их социально-экономического развития произошла постепенная маргинализация этих напитков в силу расширения доступа населения к алкогольной продукции промышленного производства. Среди последних особую популярность приобрело пиво: в Индонезии в больших объёмах производятся несколько национальных и множество международных марок этого напитка. Употребление вина и крепких алкогольных напитков европейского происхождения — водки, виски, коньяка и т. п. — носит достаточно ограниченный характер.

## Кухонная утварь и сервировка стола
В современной индонезийской кухне для приготовления пищи широко используется кухонная утварь европейского образца — кастрюли, сковороды, котлы, а также такое китайское заимствование, как вок. Для приготовление сате используется мангал, для жарки рыбы и некоторых других продуктов — решётка, устанавливаемая на жаровне, для грилирования целых туш животных — вертел. К числу наиболее древних местных способов приготовления пищи относится запекание в полых коленцах бамбука.
Исторически еда подавалась на листьях банана и других растений, а также в плетёной либо деревянной посуде — этот способ подачи иногда практикуется до сих пор в сельской местности или в заведениях общепита, стремящихся подчеркнуть местный колорит. Однако уже к середине XX века повсеместное распространение получила европейская столовая посуда — различные виды тарелок и мисок, стаканы и т. п., а также европейские столовые приборы — ложка и вилка. При этом употребление последних среди большинства индонезийцев имеет свою специфику — оба этих прибора, как правило, применяются одновременно, причём вилка по существу играет роль столового ножа: с её помощью еда не накалывается, а расчленяется на небольшие порции и загружается в ложку. Столовый нож же, в свою очередь, широкого распространения не получил.
Палочки для еды применяются в основном в среде этнических китайцев либо в заведениях общепита, специализирующихся на китайской и перанаканской кухнях. Среди части населения некоторых регионов сохранилась традиционная манера еды — руками. При этом измельчённые продукты, подливки и соусы обычно собираются с тарелки с помощью комочка варёного риса либо пластинки крупука.

## Распространение за пределами Индонезии
Индонезийская кухня не пользуется широкой международной популярностью, в отличие от ряда других кухонь Азии. Она имеет некоторое распространение в странах и территориях, имеющих давние культурные связи с Индонезией и значительные индонезийские общины, — в частности, в соседних с ней Сингапуре и Малайзии, в Нидерландах, бывшей метрополии Индонезии, а также в Суринаме, на ряде Карибских островов и в Гонконге. Во многих других странах имеются заведения общественного питания, специализирующиеся на индонезийской кухне. Известны даже случаи описания подобных заведений в художественной литературе: так, сюжет рассказа известного американского писателя-фантаста Роберта Шекли «Па-де-труа шеф-повара, официанта и клиента» развивается в ресторанчике индонезийской кухни на испанском острове Ивиса. Вместе тем, в целом за пределами самой Индонезии и упомянутых соседних стран, а также Нидерландов и их бывших колоний, индонезийских заведений общепита как правило, многократно меньше, чем китайских, японских, корейских или тайских ресторанов. Власти Индонезии с 2000-х годов начали оказывать содействие предпринимателям, открывающим индонезийские рестораны за рубежом, рассматривая это как один из способов расширения национального культурного влияния, однако эти меры пока дают весьма ограниченный эффект.
Индонезийская кухня, распространённая в Нидерландах, имеет определённую специфику, обусловленную тем, что индонезийские кулинарные традиции усваивались голландцами преимущественно в колониальный период — до 1940-х годов, тогда как более современные реалии индонезийской кухни воспринимались ими в минимальной степени. В этой связи в самих Нидерландах этот тип индонезийской кухни нередко называется «ост-индской кухней», по названию Индонезии в колониальный период — Нидерландская Ост-Индия. От исконно индонезийской кухни её изначально отличает отсутствие некоторых видов продуктов — прежде всего тропических овощей и фруктов, а также значительно меньшие количество и разнообразие специй и пряностей. При этом с последней четверти XX века, по мере оживления контактов между Нидерландами и Индонезией, а также расширения ассортимента азиатских продовольственных товаров на европейском рынке, эти различия стали постепенно сглаживаться.
При этом важной особенностью нидерландской ост-индской кухни остаётся подача блюд. Её принципиальным нововведением, получившим международную известность, является рийстафель — комплексный обед из нескольких поданных одновременно блюд, подобие шведского стола, введённый в обиход голландцами ещё в период их владычества в Индонезии. За образец колонизаторами была взята сервировка кушаний, свойственная падангской кухне. Однако рийстафель отличается от традиционной падангской трапезы значительно бо́льшим изобилием и разнообразием: в него, как правило, входят блюда не только падангской, но также яванской и других региональных кухонь, а их общее количество может исчисляться несколькими десятками. Его неотъемлемым элементом является варёный рис (отсюда и происходит название рийстафель), который может по образцу падангской кухни подаваться в большом блюде, устанавливаемом в центре стола, либо же, на европейский манер, накладываться в тарелки каждого из сидящих за столом. В современной Индонезии практика сервировки рийстафеля распространена незначительно, главным образом в ресторанах национальной кухни достаточно высокого уровня, ориентированных на западных туристов.
Влияние индонезийской кухни выразилось также в перенимании некоторых её блюд национальными кухнями сопредельных стран. К числу таких блюд относится, например, сате, который приобрёл широкую популярность в таких странах, как Сингапур, Малайзия, Таиланд, и со временем стал восприниматься там как собственное национальное блюдо. В широком смысле к влиянию индонезийской кухни также относят активное использование в мире специй и пряностей, происходящих из Индонезии, а также расширяющееся употребление индонезийских сортов кофе и чая.